# Dženaza-namaz
Dženaza je muslimanski vjerski obred gdje se vrši pokop jedne ili više osoba. Sastoji se od "dženaza-namaza" (zajedničke molitve) i samog ukopa. Dženaza-namaz klanja se samo stojeći, za razliku od ostalih molitvi. Predvodi je imam, koji stoji ispred džemata okrenut prema umrloj osobi, dok je umrla osoba okrenuta desnom stranom prema kibli, a lijevom prema prisutnima.

## Opis obreda
Počinje se tzv. početnim tekbirom (Allāhu ekber - "Alah je najveći"), poslije čega se uči Subhaneke, ↓1 zatim se izgovori još jedan tekbir, poslije kojeg se uči salavat (blagosiljanje Muhammeda s. a. w. s.), ponovo tekbir i poslije njega dženazetska dova. Završava se tekbirom i predavanjem selama na desnu, a zatim na lijevu stranu (način na koji muslimani završavaju molitvu). Ova 4 tekbira imam izgovara naglas, a ostale džematlije u sebi (u nekim pravnim školama islama i naglas).
Umrlu osobu od gasulhane (prostorije za opremanje umrle osobe) do mjesta klanjanja dženaze i mjesta ukopa nose prisutni, pri čemu sudjeluju svi. U slučaju da je mjesto klanjanja dženaze i ukopa udaljenije, mejt se prevozi vozilom, a nazočni ih slijede.
I u samom ukopu sudjeluju svi prisutni. Na dženazi sudjeluju samo muškarci.
Ono što je kod kršćana kovčeg, to je kod muslimana tabut: s pet strana daske i odozgora platno.
Poslije ukopa imam ili više njih uči ašere (odlomke iz Kurana; dva posljednja ajeta sure El-Bekare), suru Ihlas tri puta, sure Felek, Nas i Fatihu, zatim "Elif-lām-mīm" (početak El-Bekare) i završava dovom, čime je dženaza završena.